# Youth (singolo Matisyahu)
Youth è un singolo di Matisyahu del 2006.
Registrato nel 2005 e pubblicato dalla Epic Records, è il secondo singolo proveniente dal suo album omonimo dopo King Without a Crown e prima di Jerusalem.
Tra le 4 tracce che compongono il disco ci sono tre versioni della canzone e una versione dub di Warrior.

## Tracce
1. Youth (Album Version)
2. Youth (Dub)
3. Warrior (Dub)
4. Youth (Video)